# Oldřiška Hátlová-Tylová
Oldřiška Hátlová-Tylová, po emigraci a sňatku v Německu Ulrike Olina Nagenrauft, (* 25. prosince 1943 Zbrašov) je bývalá československá sáňkařka. Po roce 1968 emigrovala a jejím manželem se stal německý sáňkař Leonhard Nagenrauft. Je uváděná i jako Olina Hátlová-Tylová, Oldřiška Hátlová, Oldřiška Tylová, Olina Hátlová, Olina Tylová, Olina Hatlová.

## Sportovní kariéra
Na IX. ZOH v Innsbrucku 1964 skončila v závodě jednotlivců na 6. místě a na IX. ZOH v Grenoble 1968 skončila v závodě jednotlivců na 11. místě.